# Universität Vlora
Die Universität Ismail Qemali Vlora (kurz Universität Vlora, albanisch Universiteti „Ismail Qemali“ Vlorë) ist eine staatliche Universität in der südalbanischen Stadt Vlora.

## Geschichte
Sie wurde 1994 durch Ministerratsbeschluss als Technische Universität Vlora „Ismail Qemali“ gegründet und nahm den Lehrbetrieb mit drei Fakultäten – der Handelsfakultät, der Fakultät für Schiffsingenieurwesen und der Fakultät für Krankenpflege – auf. Vorläufer war das 1919 gegründete Handelsgymnasium in Vlora. In den Jahren 1970 bis 1980 wurde eine Niederlassung für die Wirtschaftszweige der Universität Tirana, die Militärhochschule für die Marinestreitkräfte sowie eine medizinische Hochschule eröffnet, die Grundlage waren für die Gründung der Universität Vlora.
Die Hochschule ist nach dem Politiker Ismail Qemali benannt, der 1912 in Vlora die Unabhängigkeit der Republik Albanien ausrief.

## Fakultäten
Im Jahr 2022 zählt die Universität Vlora 17 Studienrichtungen mit über 10.000 Studierenden in den drei Studienstufen Bachelor/ Master/ PhD:
- Fakultät für Naturwissenschaft und Ingenieurkunst
- Fakultät für Sozialwissenschaft und Pädagogik
- Fakultät für Wirtschaft und Recht
- Fakultät für Medizin

## Persönlichkeiten
- Dirk Niebel, deutscher Politiker, Ehrendoktorwürde 2016[2]